# Kamspringråtta
Kamspringråtta (Paradipus ctenodactylus) är en däggdjursart som först beskrevs av Boris Stepanovich Vinogradov 1929.  Paradipus ctenodactylus är ensam i släktet Paradipus som ingår i familjen hoppmöss. IUCN kategoriserar arten globalt som livskraftig. Inga underarter finns listade.

## Utbredning och habitat
Kamspringråttan förekommer från sydvästra Kazakstan över centrala Uzbekistan till Turkmenistan. En isolerad population finns i nordöstra Iran. Arten vistas i sandiga öknar som har några glest fördelade buskar.

## Utseende
Individerna når en kroppslängd (huvud och bål) av 11 till 15 cm och en svanslängd av 20 till 22 cm. Vikten ligger mellan 70 och 80 gram. Arten har på ryggen en hasselnötsbrun till kanelfärgade päls med rosa skuggor. På buken är pälsen vit. Påfallande är vita områden kring ögonen och den vita yviga tofsen vid svansens slut. Kinderna har gula fläckar. Även de upp till 4 cm långa öronen är kännetecknande. Kamspringråttan har inga rännor i de övre framtänderna och premolarer saknas.
För att gräva i marken finns kraftiga klor vid framtassarna. Den mellersta tån av bakfotens tre tår är tydlig längre. Alla tår vid bakfoten är utrustade med styva hår som förbättrar djurets rörelse på den sandiga grunden. På så sätt kan kamspringråttan hoppa 3 m lång och 1,5 m meter hög. Den gör också lodräta hopp för att få bättre översikt.

## Ekologi
Sommarbon är enkla 1,5 till 2,5 m långa tunnlar i en slänt och används inte längre än en månad. För vinterboet är gången upp till 5 m djup och vid slutet finns en kammare som fodras med växtdelar. Där ligger individen i ide från december till februari. Före december kan kamspringråttan tillfällig uthärda -20 C° men den håller vinterdvala när temperaturen konstant ligger under -15 C°.
Kamspringråttan är nattaktiv och livnär sig av olika växtdelar som frön, gräs, blommor, frukter och unga växtskott. Den vistas främst på marken men kan klättra i växtligheten. Reviret har en radie på upp till 2 km kring boet men territorierna överlappar.
Honor har två parningstider, en under våren och en under sommaren. Per kull föds upp till 6 ungar, oftast 3 eller 4. Första parningen sker inte före första vintern.